# Kropka (znak diakrytyczny)
Kropka – znak diakrytyczny, stanowiący modyfikację liter, używany w systemach ortograficznych niektórych języków oraz w Międzynarodowym Alfabecie Fonetycznym do oznaczenia różnych dźwięków lub tonów.

## Występowanie
Kropka pod literą wykorzystywana jest m.in. do oznaczenia:
- w języku wietnamskim:  tonu opadającego glotalizowanego ạ ặ ậ ẹ ệ ị ọ ộ ợ ụ ự ỵ.
- w języku joruba: ẹ − samogłoski /ɛ/ oraz ọ − samogłoski /ɔ/; ṣ − spółgłoski /ʃ/

Kropka nad literą oznacza:
- w języku litewskim ė − samogłoskę /eː/
- w języku maltańskim ż − spółgłoskę /z/
- w języku polskim ż − spółgłoskę /ʐ/

Kropka po literze:
- w języku katalońskim występuje po literze l wyłącznie przed drugą literą l rozdzielając je ŀl, dla odróżnienia od digrafu ll. Kropka wraz z l daje literę ŀ.

## Kodowanie
W Unikodzie kropka diakrytyczna występuje w wersjach:
| Znak | Unikod | Kod HTML            | Nazwa unikodowa           | Nazwa polska                |
| ---- | ------ | ------------------- | ------------------------- | --------------------------- |
| ·    | U+00B7 | &#xB7; lub &#183;   | MIDDLE DOT                | kropka środkowa             |
| ˙    | U+02D9 | &#x02D9; lub &#729; | DOT ABOVE                 | kropka górna                |
| ̇     | U+0307 | &#x0307; lub &#775; | COMBINING DOT ABOVE       | kropka dostawna górna       |
| ̣     | U+0323 | &#x0323; lub &#803; | COMBINING DOT BELOW       | kropka dostawna dolna       |
| ͘     | U+0358 | &#x0358; lub &#856; | COMBINING DOT ABOVE RIGHT | kropka dostawna górna prawa |